# Julia Angwin
Pour les articles homonymes, voir Angwin (homonymie).
Julia Angwin est une journaliste d'investigation américaine. Elle est spécialiste de l'étude des algorithmes. Elle a été reporter à ProPublica jusqu'en avril 2018. Elle a depuis fondé The Markup, un média spécialisé sur l'étude sur l'effet du numérique sur la société.
En avril 2019, elle est licenciée de The Markup avant le lancement du nouveau média en raison d'un désaccord avec Sue Gardner. En août 2019, elle redevient rédactrice en chef du projet.
En 2023, Julia Angwin annonce qu'elle quitte The Markup pour se consacrer à de nouveaux projets. En février 2023, elle rejoint le Brown Institute for Media Innovation (en) comme entrepreneur en résidence.

## Publications
- (en) Julia Angwin, Jeff Larson, Surya Mattu et Lauren Kirchner, « Machine Bias », ProPublica,‎ 23 mai 2016 (lire en ligne)